# アルル駅
アルル駅（アルルえき、フランス語: Gare d'Arles）は、フランスのプロヴァンス＝アルプ＝コート・ダジュール地域圏ブーシュ＝デュ＝ローヌ県アルルにあるフランス国鉄（SNCF）の駅である。市内中心部まで徒歩10分程度のローヌ川に面したトレボン地区に位置している。

## 歴史
1848年、アヴィニョンからマルセイユへの鉄道が開通した際に建設された。パリ・リヨン・メディテラネ鉄道（PLM）が設立された際に、パリ・リヨン駅からマルセイユ・サン＝シャルル駅までの主要路線に統合された。
1944年に連合軍の空襲で駅舎は全壊したが、その後すぐに再建された。利用者は、ヴァランス-マルセイユ地中海高速線（LGV）が誕生して以来激減したが、この路線はエクサン・プロヴァンスを通過し、この町には乗り入れていない。 ランコントル・アルルなどのイベント時は、駅が混雑する。